# 1889 dans les parcs de loisirs
| Années des parcs de loisirs : 1886 - 1887 - 1888 - 1889 - 1890 - 1891 - 1892    |
| Décennies des parcs de loisirs : 1850 - 1860 - 1870 - 1880 - 1890 - 1900 - 1910 |

## Les parcs d'attractions

### Ouverture
- Parc Sohmer ( Canada)
- Wildwood Amusement Park (en) ( États-Unis)